# Сонозеро (железнодорожная станция)
Со́нозеро — промежуточная железнодорожная станция Октябрьской железной дороги на 210,2 км перегона Пенинга — Муезерка Западно-Карельской магистрали.

## Общие сведения
Станция территориально расположена в населённом пункте станция Сонозеро Воломского сельского поселения Муезерского района Республики Карелия. Менее чем в километре расположен административный центр Воломского сельского поселения, посёлок Волома.

Станция была дана в эксплуатацию в октябре 1963 года в составе второй очереди Западно-Карельской магистрали. В настоящее время (2019 год) на станции функционирует только пост ЭЦ, обеспечивая автоблокировку. Существует угроза полной ликвидации путевого развития: боковые пути и, соответственно, «штатная» посадочная платформа не используются, поэтому для безопасной посадки / высадки пассажиров организована короткая, на один вагон, деревянная платформа . В III квартале 2019 года администрацией Муезерского района было направлено обращение в ОАО «РЖД» насчёт состояния железнодорожного перрона на станции Сонозеро и нахождения прибывающих вагонов за пределами платформы. Филиалом ОАО «РЖД» Октябрьская железная дорога разъяснено, что указанная станция является промежуточной станцией, поэтому, согласно п. 49 Главы V «Правил перевозок пассажиров», посадка пассажиров в поезд на промежуточных станциях может производиться в любой вагон поезда с последующим переходом в вагон, указанный в проездном документе.
Станция оборудована новым пассажирским павильоном. Пассажирское здание закрыто, билетная касса не работает. Билеты приобретаются в штабном вагоне у начальника поезда. На станции останавливаются все проходящие пассажирские поезда.

## Пассажирское движение
По состоянию на 2019 год по станции проходят пассажирские поезда дальнего следования: № 680 сообщением Петрозаводск — Костомукша — Петрозаводск и № 350 сообщением Санкт-Петербург — Костомукша — Санкт-Петербург.
| Сезонное обращение поездов                  |
| ------------------------------------------- |
| Костомукша — Петрозаводск № 680А            |
| Петрозаводск — Костомукша № 680Ч            |
| Костомукша — Анапа № 680А (Бесперес. вагон) |
| Анапа — Костомукша № 293С (Бесперес. вагон) |

| Круглогодичное обращение поездов                    |
| --------------------------------------------------- |
| Костомукша — Санкт-Петербург № 350В                 |
| Санкт — Петербург-Костомукша № 350А                 |
| Костомукша — Петрозаводск № 350В (Бесперес. вагоны) |
| Петрозаводск — Костомукша № 682А (Бесперес. вагоны) |

| Пригородное обращение по станции |
| -------------------------------- |
| Костомукша — Лендеры № 6674/6673 |
| Лендеры — Костомукша № 6671/6672 |

## Галерея
- Станция Сонозеро
- Вид на юг, в сторону ст. Пенинга.
- Пассажирская платформа. Вид в сторону ст. Муезерка.
- Пассажирская платформа. Вид в сторону ст. Пенинга.
- Пост ЭЦ.
- Пути станции. Вид на север, в сторону ст. Муезерка.
- Пассажирская платформа у главного пути. Вид в сторону ст. Пенинга.